# Indy Lights 1992
Indy Lights 1992 vanns av Robbie Buhl.

## Delsegrare
| Datum        | Bana          | Vinnare          |
| ------------ | ------------- | ---------------- |
| 5 april      | Phoenix       | Adrián Fernández |
| 12 april     | Long Beach    | Franck Fréon     |
| 7 juni       | Detroit       | Adrián Fernández |
| 21 juni      | Portland      | Franck Fréon     |
| 28 juni      | Milwaukee     | Adrián Fernández |
| 5 juni       | New Hampshire | Adrián Fernández |
| 19 juli      | Toronto       | Bryan Herta      |
| 9 augusti    | Cleveland     | Franck Fréon     |
| 30 augusti   | Vancouver     | Mark Smith       |
| 13 september | Mid-Ohio      | Robbie Groff     |
| 4 oktober    | Nazareth      | Robbie Buhl      |
| 18 oktober   | Laguna Seca   | Robbie Groff     |

## Slutställning
| Plats | Förare           | Poäng |
| ----- | ---------------- | ----- |
| 1     | Robbie Buhl      | 186   |
| 2     | Franck Fréon     | 159   |
| 3     | Adrián Fernández | 134   |
| 4     | Robbie Groff     | 128   |
| 5     | Bryan Herta      | 120   |
| 6     | Sandy Brody      | 85    |
| 7     | Mark Smith       | 74    |
| 8     | Marco Greco      | 74    |
| 9     | Dave Kudavre     | 49    |
| 10    | Tommy Byrne      | 44    |
| 11    | Fredrik Ekblom   | 24    |